# Rouge Brésil (miniserie televisiva)
Rouge Brésil è una miniserie televisiva francese del 2012 diretta da Sylvain Archambault e tratta dal romanzo Rosso Brasile scritto da Jean-Christophe Rufin.